# Niederadenau
Niederadenau ist ein Ortsteil von Dümpelfeld im Landkreis Ahrweiler in Rheinland-Pfalz.

## Geographische Lage
Niederadenau liegt zwischen den Dörfern Leimbach (Süden) und Dümpelfeld (Norden). Niederadenau ist neben Lückenbach ein Ortsteil von Dümpelfeld. Die Bundesstraße 257 führt direkt durch Niederadenau.

## Geschichte
Erstmals wurde Niederadenau im Jahr 992 in einer Urkunde Ottos III. in der „Lierades Adenoua“ erwähnt. Im Jahr 1368 wurde Niederadenau im Zusammenhang mit den vier Honnschaften von Schuld genannt. Seit dem 14. Jahrhundert bestand in dem Ort ein Nürburger Lehnshof und dem Adenauer Burglehen „Zur Mühle“ gehörten zahlreiche Besitzungen dort. Zunächst gehörte Niederadenau zur Pfarrei Hönningen, später als Filiale Dümpelfeld. Die Kapelle, welche der heiligen Maria Magdalena gewidmet ist, wurde 1872 errichtet und 1901 fertiggestellt.
Am 2. Februar 1945 wurde Niederadenau von einem Bombentreffer der Alliierten erschüttert. Bei diesem Angriff starben acht Menschen. Die Bürger in Niederadenau erbauten aus Vorsorge einen Bunker am heutigen „Tannenweg“, wo am 2. Februar 1945 eine Bombe genau vor dem Eingang des Bunkers detonierte und diesen verschüttete.
Am 1. Oktober 1976 wurde die bis dahin eigenständige Gemeinde Niederadenau mit damals 285 Einwohnern nach Dümpelfeld eingemeindet.

## Politik
Niederadenau ist einer von zwei Ortsbezirken der Gemeinde Dümpelfeld. Er wird durch einen Ortsvorsteher vertreten, während auf die Bildung eines Ortsbeirats verzichtet wurde.
Klaus-Peter Stappen wurde im November 2017 Ortsvorsteher von Niederadenau. Bei der Direktwahl am 26. Mai 2019 wurde er mit einem Stimmenanteil von 70,00 % für weitere fünf Jahre in seinem Amt bestätigt.
Stappens Vorgänger waren der 2017 zurückgetretene Alexander Derst und Artur Hollender, der das Amt 20 Jahre ausgeübt hat.

## Sehenswürdigkeiten
In der Adenauer Straße 29 findet sich die katholische Kirche St. Maria Magdalena, welches ein geschütztes Kulturdenkmal ist.